# Kumzari jezik
Kumzari jezik (kumzai; ISO 639-3: zum), indoeuropski jezik jugozapadne skupine zapadnoiranskih jezika, kojim govori oko 1 700 ljudi (1993 popis) na popuotoku Musandam u sjevernom Omanu. Kumzari je jedan od četiri jezika podskupine luri, i ne smije se brkati s jezikom khunsari [kfm] iz Irana.
Etnički Kumzarci ili Kumzari su ogranak plemena Shihuh; po zanimanju ribari, po vjeri muslimani; a žive od ribarstva u gradu Kumzar i okolici uz Hormuz na poluotoku Musandam.

## Vanjske poveznice
- Ethnologue (14th)
- Ethnologue (15h)